# Rosalind Shand
Rosalind Maud Shand z domu Cubitt (ur. 11 sierpnia 1921 w Londynie, zm. 14 lipca 1994 w East Sussex) – brytyjska arystokratka, małżonka brytyjskiego wojskowego Bruce’a Shanda i matka Kamili, królowej Wielkiej Brytanii jako małżonki Karola III.

## Rodzina i wczesne lata
Rosalind Maud Cubitt urodziła się 11 sierpnia 1921 roku przy ulicy 16 Grosvenor Street w Londynie. Była najstarszym z trojga dzieci Rolanda Calverta Cubitta (1899–1962), arystokraty, późniejszego 3. barona Ashcombe, i Sonii Rosemary Keppel (1900–1986), córki Alice Keppel (1868–1947), która była kochanką księcia Walii Alberta Edwarda (późniejszego króla Wielkiej Brytanii jako Edward VII). Miała dwóch braci: Henry’ego Edwarda Cubitta (1924–2013), późniejszego 4. barona Ashcombe i męża córki lorda Petera Caringtona, brytyjskiego ministra spraw zagranicznych w latach 1979–1982, oraz Jeremy’ego Cubitta (1927–1958), oficera gwardii królewskiej. Rodzina Rosalind jest znana z założenia firmy budowlanej Cubitt. Matką chrzestną Rosalind była dame Margaret Greville (1863–1942), posiadaczka wielkiego majątku, w tym wspaniałej biżuterii (częściowo odziedziczonej przez Rosalind), oraz bywalczyni salonów członków rodzin królewskich i sławnych ludzi ówczesnych czasów.
Miała dość typowe dla środowiska arystokratycznego dzieciństwo. W 1939 roku została określona przez prasę mianem „debiutantki roku”. W jej balu debiutanckim, zorganizowanym w lipcu 1939 roku w rezydencji Holland House w londyńskim Kensington, uczestniczyło ponad tysiąc gości, w tym brytyjski król Jerzy VI i królowa Elżbieta.

## Małżeństwo i dzieci
2 stycznia 1946 roku w kościele św. Pawła w londyńskim Knightsbridge poślubiła Bruce’a Middletona Hope’a Shanda (1917–2006), oficera Armii Brytyjskiej, dwukrotnie odznaczonego Krzyżem Wojskowym uczestnika walk we Francji i w Afryce Północnej podczas II wojny światowej. Od 1951 roku małżeństwo mieszkało w Plumpton w hrabstwie East Sussex, a następnie przeprowadziło się do hrabstwa Dorset.
Para miała troje dzieci:
- Kamilę Rosemary Shand (ur. 1947); w latach 1973–1995 małżonkę Andrew Parker Bowlesa (ur. 1939), z którym ma dwoje dzieci: Toma Parker Bowlesa (ur. 1974) i Laurę Lopes (ur. 1978); od 2005 roku małżonkę księcia Walii Karola, który w 2022 roku został królem Wielkiej Brytanii jako Karol III[1][4],
- Sonię Annabel Shand (ur. 1949), projektantkę wnętrz; w latach 1972–2023 małżonkę Simona Elliota (1940–2023), z którym ma troje dzieci: Bena Elliota(inne języki) (ur. 1975), Alice Irwin (ur. 1977) i Katie Elliot (ur. 1981)[4][13][14],
- Marka Rolanda Shanda(inne języki) (1951–2014), twórcę literatury podróżniczej; w latach 1990–2009 małżonka Clio Goldsmith(inne języki), z którą miał córkę Ayeshę Shand (ur. 1995)[4][13].

## Praca i wolontariat
Rosalind pracowała w agencji adopcyjnej, a ponadto w latach 60. i 70. XX wieku jako wolontariuszka pomagała dzieciom z niepełnosprawnościami w ośrodku fundacji Chailey Heritage Foundation.

## Śmierć
Zmarła 14 lipca 1994 roku w wieku 72 lat w szpitalu Sussex w hrabstwie East Sussex, po wieloletniej walce z osteoporozą. Na chorobę tę cierpiała też jej zmarła osiem lat wcześniej matka.